# Hilde Berger
Hilde Berger, connue plus tard sous le nom Hilde Berger-Olsen, née le 13 juin 1914 à Berlin et morte le 17 novembre 2011 aux États-Unis, est une résistante allemande au nazisme et la secrétaire d'Oskar Schindler.

## Biographie
Fille d'un tailleur juif originaire de Pologne, elle adhère en 1933 à une organisation de jeunesse sioniste, puis devient membre de l'Opposition de gauche du KPD (de), la section allemande de l'Opposition de gauche trotskyste de l'Union soviétique, section qui prend le nom d'IKD (de) en 1933. Hilde Berger y milite à la section de Berlin, illégalement depuis l'arrivée des nazis au pouvoir. Son jeune frère Hans Berger (de), œuvrant aussi pour l'IKD, est arrêté à l'automne 1935, elle-même est victime en 1936 des arrestations au sein de la section berlinoise par la Gestapo et est emprisonnée jusqu'en mai 1939.
Deux membres de l'IKD, Walter Held (de) et Josef Weber tentent de fournir à Hilde, qui est Juive apatride et dont la sécurité est donc menacée, une autorisation de partir pour le Royaume-Uni ou la Norvège, ou de lui fournir un passeport Nansen, mais en vain. Avec l'invasion de la Pologne, elle est déportée d'abord en Pologne, puis vit près de Boryslav où elle travaille comme secrétaire pour l'industriel Berthold Beitz qui sauve alors des Juifs de la déportation en camp d'extermination, protection dont elle bénéficie aussi tant que Beitz est en poste,.
À cette période, elle a l'occasion de participer à l'élaboration des listes de prisonniers travaillant dans l'usine d'Oskar Schindler et appelés à être transférés dans le camp de Brünnlitz (KZ-Außenlager Brünnlitz), un camp annexe du camp de concentration de Gross-Rosen, liste où elle tape elle-même son nom.
Après la guerre, elle émigre aux États-Unis et épouse Alex Olsen, un garde du corps de Trotsky et vit à New-York, puis à Denver dans le Colorado.